# ساليت، سانتا كاتارينا
ساليت بلدية في ولاية سانتا كاتارينا في المنطقة الجنوبية من البرازيل.

## التاريخ
حصلت ساليت على صفة البلدية بموجب قانون الولاية رقم 799 بتاريخ 20 ديسمبر 1961، ضمن الأراضي المفصولة عن تايو.